# Lenguas tirio
Las lenguas tirio son una familia lingüística, clasificada dentro de las lenguas trans-neoguineanas por Malcolm Ross.

## Clasificación
Las variedades de tirio se agrupan en tres lenguas:
- Tirio-Bitur-Were: Tirio (Makayam, Aturu), Bitur (Mutum) y Were (Kiunum) que son variedades estrechamente relacionadas, y tienen cerca de la mitad de vocabulario en común.
- Baramu, esta lengua tiene una tercera parte de su vocabulario en común con el tirio-bitur-were.
- Abom, es una lengua moribunda que parece ser la lengua más divergente, ya que comparte sólo una octava parte de su léxico con las otras lenguas.